# Oerstedia pallida
Oerstedia pallida är en djurart som tillhör fylumet slemmaskar, och. Oerstedia pallida ingår i släktet Oerstedia och familjen Oerstediidae. Inga underarter finns listade i Catalogue of Life.